# موشون‌مادیارووار
موشون‌مادیارووار (به مجاری: Mosonmagyaróvár) در دیور-موشون-شوپرون در کشور مجارستان واقع شده‌است. جمعیت این شهر ۳۱٫۴۹۰ نفر  است.